# Danny Kingston
Daniel „Danny“ Kingston (* 12. Februar 1973 in Hillingdon) ist ein ehemaliger britischer Judoka. Er war Europameister 1996 und Europameisterschaftsdritter 1997.

## Sportliche Karriere
Der 1,78 m große Danny Kingston kämpfte meist im Leichtgewicht, der Gewichtsklasse bis 71 Kilogramm. 1992 gewann er sowohl bei den Juniorenweltmeisterschaften als auch bei den Junioreneuropameisterschaften eine Bronzemedaille. 1993 schied er bei den Europameisterschaften in Athen in seinem Auftaktkampf gegen den Deutschen Stefan Dott aus. Bei den Weltmeisterschaften in Hamilton gewann Kingston seine ersten drei Kämpfe und unterlag im Viertelfinale dem Ungarn Bertalan Hajtós. In der Hoffnungsrunde verlor er gegen Rogério Sampaio und belegte den siebten Platz.
1994 schied er bei den Europameisterschaften in Danzig gegen den Litauer Kestas Vitkauskas aus. Im Jahr darauf belegte er den siebten Platz bei den Europameisterschaften in Birmingham. Viereinhalb Monate später bei den Weltmeisterschaften in Chiba unterlag Kingston im Viertelfinale dem Japaner Daisuke Hideshima. Mit zwei Siegen in der Hoffnungsrunde erreichte er den Kampf um eine Bronzemedaille, den er gegen Jimmy Pedro aus den Vereinigten Staaten verlor.
Anfang 1996 belegte Kingston den dritten Platz beim Tournoi de Paris. Bei den Europameisterschaften 1996 in Den Haag bezwang er im Halbfinale den Ukrainer Ilja Tschimtschiuri. Den Europameistertitel gewann Kingston mit einem Sieg über den Österreicher Thomas Schleicher. Zwei Monate nach den Europameisterschaften fand in Atlanta das olympische Judoturnier statt. Kingston bezwang in seinem ersten Kampf den Russen Sergei Kolesnikow und schied dann gegen Jimmy Pedro aus.
Bei den Europameisterschaften 1997 in Ostende unterlag Kingston im Viertelfinale dem Georgier Giorgi Wasagaschwili. In der Hoffnungsrunde bezwang er den Türken Bektaş Demirel, den Letten Vsevolods Zeļonijs und im Kampf um eine Bronzemedaille den Portugiesen Guilherme Bentes. Danach nahm Kingston nur noch einmal an einer großen Meisterschaft teil. Bei den Weltmeisterschaften 1999 schied er aber frühzeitig gegen den Japaner Kenzo Nakamura aus.